# سرگی میلینکویچ-ساویچ
سرگی میلینکویچ-ساویچ (صربی: Sergej Milinković-Savić؛ زادهٔ ۲۷ فوریهٔ ۱۹۹۵) بازیکن فوتبال اهل صربستان است که برای باشگاه الهلال بازی می‌کند. ساويچ فوتبال حرفه ای را از باشگاه وویوودینا در صربستان آغاز کرد و پس از پیوستن به لاتزیو به شهرت رسید. 

## آمار ملی

### بازی‌های ملی
تا تاریخ ۱۷ اکتبر ۲۰۲۳
| صربستان | صربستان | صربستان | صربستان |
| سال     | بازی    | گل      | پاس گل  |
| ------- | ------- | ------- | ------- |
| ۲۰۱۷    | ۲       | ۰       | ۱       |
| ۲۰۱۸    | ۸       | ۰       | ۰       |
| ۲۰۱۹    | ۵       | ۰       | ۲       |
| ۲۰۲۰    | ۵       | ۳       | ۱       |
| ۲۰۲۱    | ۸       | ۲       | ۲       |
| ۲۰۲۲    | ۱۱      | ۲       | ۱       |
| ۲۰۲۳    | ۸       | ۰       | ۱       |
| ۲۰۲۴    | ۲       | ۱       | ۰       |
| مجموع   | ۴۹      | ۸       | ۷       |

### گل‌های ملی
| شماره | تاریخ          | میزبان   | بازی ملی | حریف    | نتیجه | رقابت                         |
| ----- | -------------- | -------- | -------- | ------- | ----- | ----------------------------- |
| ۱     | ۸ اکتبر ۲۰۲۰   | اسلو     | ۱۷       | نروژ    | ۲–۱   | مقدماتی جام ملت‌های اروپا ۲۰۲۰ |
| ۲     | ۸ اکتبر ۲۰۲۰   | اسلو     | ۱۷       | نروژ    | ۲–۱   | مقدماتی جام ملت‌های اروپا ۲۰۲۰ |
| ۳     | ۱۴ اکتبر ۲۰۲۰  | استانبول | ۱۸       | ترکیه   | ۲–۲   | لیگ ملت‌های اروپا ۲۱–۲۰۲۰      |
| ۴     | ۷ سپتامبر ۲۰۲۱ | دوبلین   | ۲۴       | ایرلند  | ۱–۱   | مقدماتی جام جهانی ۲۰۲۲        |
| ۵     | ۱۱ نوامبر ۲۰۲۱ | بلگراد   | ۲۷       | قطر     | ۴–۰   | دوستانه                       |
| ۶     | ۵ ژوئن ۲۰۲۲    | بلگراد   | ۳۲       | اسلوونی | ۴–۱   | لیگ ملت‌های اروپا ۲۳–۲۰۲۲      |
| ۷     | ۲۸ نوامبر ۲۰۲۲ | الوکره   | ۳۸       | کامرون  | ۳–۳   | جام جهانی ۲۰۲۲ قطر            |

## باشگاهی
از باشگاه‌هایی که در آن بازی کرده‌است می‌توان به خنک و وویوودینا اشاره کرد.

## افتخارات
وویوودینا
- جام حذفی فوتبال صربستان: ۱۴–۲۰۱۳

لاتزیو
- جام حذفی فوتبال ایتالیا: ۱۹–۲۰۱۸
- سوپر جام فوتبال ایتالیا: ۲۰۱۷ و ۲۰۱۹

صربستان
- جام ملت‌های زیر ۱۹ سال اروپا: ۲۰۱۳
- جام جهانی فوتبال زیر ۲۰ سال: ۲۰۱۵

شخصی
- توپ برنزی جام جهانی فوتبال زیر ۲۰ سال: ۲۰۱۵

## زندگی شخصی
پدر وی، «نیکولا میلینکویچ»، بازیکن سابق فوتبال و مادرش «ملینا ساویچ»، بازیکن سابق بسکتبال است. برادر کوچک‌تر وی، ونجا میلینکوویچ-ساویچ نیز در حال حاضر دروازه‌بان باشگاه فوتبال تورینو است.